# Distretto di Meinong
Il distretto di Meinong (美濃區S, Měinóng QūP) è un distretto della municipalità di Kaohsiung, situata a Taiwan.